# Prelezi i Jerlive
Prelezi i Jerlive (albanska: Prelezi i Jerlive, serbiska: Jerli Prelez) är en by i Kosovo. Den ligger i kommunen Ferizaj. Enligt den senaste folkräkningen år 2011 fanns det 1 510 invånare.

## Demografi
| Demografi    | 2011 |
| ------------ | ---- |
| albaner      | 1506 |
| bosnier      | 2    |
| odeklarerade | 2    |